# Province de Sado
La province de Sado (佐渡国, Sado-no-kuni) est une ancienne province du Japon qui occupait l'île de Sado, au large de l'actuelle préfecture de Niigata (anciennement la province d'Echigo).
La province de Sado, étant isolée du reste du Japon, a servi de lieu d'exil. En conséquence, Sado est devenue une île culturellement très riche et s'est peuplée de théâtres. De nos jours, il en reste encore beaucoup relativement à l'isolement de l'endroit.
Pendant l'époque de Kamakura, la province était dirigée par le clan Honma. Ils gardèrent le contrôle de la province jusqu'en 1589 quand Kagakatsu Uesugi de la province d'Echigo conquit l'île. Cependant, les Tokugawa s'approprièrent l'île après la bataille de Sekigahara.
Durant l'époque d'Edo, un important gisement d'or fut découvert sur l'île, de nombreuses personnes y furent alors envoyées pour y travailler de force.